# Chuck Domanico
Chuck Domanico, rodným jménem Charles Louis Domanico, (20. ledna 1944 – 17. října 2002) byl americký jazzový kontrabasista a baskytarista. Narodil se v Chicagu a v šedesátých letech se usadil v Los Angeles. Během své kariéry spolupracoval s mnoha hudebníky, mezi něž patří například Oliver Nelson, Herb Alpert, Carmen McRae a Blue Mitchell. Rovněž hrál na řadě filmových soundtracků. Zemřel na karcinom plic ve věku 58 let v Los Angeles.